# Masaya Nishitani
Masaya Nishitani (西谷 正也 Nishitani Masaya?, nacido el 16 de septiembre de 1978 en Tokushima) es un exfutbolista japonés. Jugaba de delantero y su último club fue el Consadole Sapporo de Japón.

## Trayectoria

### Clubes
| Club              | País  | Año         |
| ----------------- | ----- | ----------- |
| Cerezo Osaka      | Japón | 1997 - 2001 |
| Vissel Kobe       | Japón | 2002 - 2003 |
| Vegalta Sendai    | Japón | 2004        |
| Urawa Reds        | Japón | 2005        |
| Consadole Sapporo | Japón | 2005 - 2008 |

## Palmarés

### Títulos nacionales
| Título    | Club              | País  | Año  |
| --------- | ----------------- | ----- | ---- |
| J2 League | Consadole Sapporo | Japón | 2007 |